# Charmois-devant-Bruyères
Charmois-devant-Bruyères és un municipi francès, situat al departament dels Vosges i a la regió del Gran Est. L'any 2007 tenia 416 habitants.

## Demografia

### Població
El 2007 la població de fet de Charmois-devant-Bruyères era de 416 persones. Hi havia 146 famílies, de les quals 42 eren unipersonals (21 homes vivint sols i 21 dones vivint soles), 33 parelles sense fills, 58 parelles amb fills i 13 famílies monoparentals amb fills.
La població ha evolucionat segons el següent gràfic:
Habitants censats

### Habitatges
El 2007 hi havia 178 habitatges, 158 eren l'habitatge principal de la família, 12 eren segones residències i 7 estaven desocupats. 158 eren cases i 20 eren apartaments. Dels 158 habitatges principals, 132 estaven ocupats pels seus propietaris, 19 estaven llogats i ocupats pels llogaters i 7 estaven cedits a títol gratuït; 1 tenia una cambra, 3 en tenien dues, 15 en tenien tres, 33 en tenien quatre i 106 en tenien cinc o més. 142 habitatges disposaven pel capbaix d'una plaça de pàrquing. A 65 habitatges hi havia un automòbil i a 73 n'hi havia dos o més.

### Piràmide de població
La piràmide de població per edats i sexe el 2009 era:
| Homes | Edats   | Dones |
| ----- | ------- | ----- |
| 0     | 95 o +  | 0     |
| 0     | 90 a 94 | 0     |
| 4     | 85 a 89 | 12    |
| 0     | 80 a 84 | 0     |
| 4     | 75 a 79 | 0     |
| 8     | 70 a 74 | 4     |
| 8     | 65 a 69 | 8     |
| 12    | 60 a 64 | 4     |
| 0     | 55 a 59 | 8     |
| 8     | 50 a 54 | 12    |
| 12    | 45 a 49 | 8     |
| 16    | 40 a 44 | 20    |
| 24    | 35 a 39 | 28    |
| 16    | 30 a 34 | 4     |
| 8     | 25 a 29 | 12    |
| 12    | 20 a 24 | 12    |
| 20    | 15 a 19 | 12    |
| 28    | 10 a 14 | 20    |
| 12    | 5 a 9   | 12    |
| 8     | 0 a 4   | 12    |

## Economia
El 2007 la població en edat de treballar era de 275 persones, 188 eren actives i 87 eren inactives. De les 188 persones actives 168 estaven ocupades (94 homes i 74 dones) i 20 estaven aturades (9 homes i 11 dones). De les 87 persones inactives 26 estaven jubilades, 36 estaven estudiant i 25 estaven classificades com a «altres inactius».

### Ingressos
El 2009 a Charmois-devant-Bruyères hi havia 161 unitats fiscals que integraven 437 persones, la mediana anual d'ingressos fiscals per persona era de 16.996 €.

### Activitats econòmiques
Dels 6 establiments que hi havia el 2007, 1 era d'una empresa extractiva, 1 d'una empresa de fabricació d'altres productes industrials, 1 d'una empresa de construcció, 2 d'empreses de comerç i reparació d'automòbils i 1 d'una empresa immobiliària.
L'únic servei als particulars que hi havia el 2009 era una fusteria.
L'any 2000 a Charmois-devant-Bruyères hi havia 7 explotacions agrícoles.

## Equipaments sanitaris i escolars
El 2009 hi havia 1 escola maternal integrada dins d'un grup escolar amb les comunes properes formant una escola dispersa i 1 escola elemental integrada dins d'un grup escolar amb les comunes properes formant una escola dispersa.

## Poblacions més properes
El següent diagrama mostra les poblacions més properes.